# Association pour l'encouragement des études grecques en France
 (septembre 2020).
Si vous disposez d'ouvrages ou d'articles de référence ou si vous connaissez des sites web de qualité traitant du thème abordé ici, merci de compléter l'article en donnant les références utiles à sa vérifiabilité et en les liant à la section « Notes et références ».
L'Association pour l'encouragement des études grecques en France (AEEGF) est une société savante fondée en 1867 pour promouvoir l'étude de la Grèce antique.

## Historique
L'Association pour l'encouragement des études grecques en France est formée le 7 mai 1867. Elle est reconnue d'utilité publique par décret du 7 juillet 1869. 
Depuis 1901, elle a le statut d'association loi de 1901.
L'association a d'abord publié un annuaire de 1867 à 1887, puis, en 1888, elle a fondé la revue scientifique Revue des études grecques, qui paraît depuis sans interruption, d'abord annuellement, puis tous les six mois.
Elle est membre fondateur de la Fédération internationale des associations d'études classiques (FIEC).
Sa bibliothèque et ses archives sont situées à l'Institut de grec de l'université Paris-Sorbonne.

## Numéros individuels de l'Annuaire
- Annuaire de l’Association pour l’encouragement des études grecques en France Bd. 9, 1875, [lire en ligne].
- Table générale des matières contenues dans les vingt et une années de l’Annuaire (1867-1877), [lire en ligne].